# 2015 en Afrique
Liste d'évènements de l'année 2015 en Afrique, sauf dans les pays ayant leur propre article.

## Événements

### Janvier
- 3 janvier : deuxième bataille de Baga au Nigeria, suivie du massacre de Baga.
- 5 janvier : combat de Nampala au Mali.
- 8 janvier : le premier ministre malien Moussa Mara démissionne, il est remplacé par Modibo Keïta.
- 12 janvier : démission du gouvernement de Roger Kolo à Madagascar[1].
- 14 janvier : Jean Ravelonarivo est nommé premier ministre de Madagascar par le président Hery Rajaonarimampianina.
- 15 janvier : Filipe Nyusi entre en fonction comme nouveau président du Mozambique, succédant à Armando Guebuza.
- 16 au 20 janvier : troisième combat de Tabankort au Mali.
- 17 janvier :
  - Carlos Agostinho do Rosário succède à Alberto Vaquina comme premier ministre du Mozambique.
  - 45 églises sont incendiées dans des émeutes « anti-Charlie » à Niamey au Niger ; le bilan des émeutes dans tout le pays s'établit le jour même à cinq morts et 128 blessés[2].
- 17 janvier : début de la Coupe d'Afrique des nations de football 2015 en Guinée équatoriale.
- 19 janvier : érection de l'Église catholique érythréenne.
- 19 au 23 janvier : manifestations de janvier 2015 en république démocratique du Congo.
- 20 janvier : élection présidentielle en Zambie, remportée par Edgar Lungu qui est investi le 25.
- 25 janvier : 1er tour des élections législatives aux Comores.
- 28 janvier : combat de Tabrichat au Mali.
- 29 janvier - 3 février : l'armée tchadienne intervient contre Boko Haram, elle repousse une attaque des djihadistes près de Fotokol au Cameroun, puis prend le contrôle de Gamboru Ngala au Nigeria.
- 30 janvier : le président zimbabwéen Robert Mugabe est élu président de l'Union africaine pour 2015, il succède au président mauritanien Mohamed Ould Abdel Aziz[3].
- 30 - 31 janvier : combat d'Abeïbara au Mali.

### Février
- 4 au 6 février : les djihadistes contre-attaquent à Fotokol (Cameroun) et massacrent 80 à 400 civils avant d’être repoussés. Puis ils lancent pour la première fois une offensive au Niger, également repoussée.
- 8 février : la Côte d'Ivoire remporte la Coupe d'Afrique des nations de football 2015.
- 13 février : combat de Ngouboua, première attaque de Boko Haram en territoire tchadien.
- 15 février : 21 chrétiens coptes égyptiens, enlevés récemment en Libye et retenus en otage par des djihadistes de l'État islamique, sont tués par décapitation[4].
- 15 et 16 février : bataille de Monguno au Nigeria.
- 16 février : bataille de Waza, attaque de Boko Haram au Cameroun.
- 17 février : première bataille de Dikwa au Nigeria.
- 22 février : second tour des élections législatives aux Comores.
- 28 février : élections législatives au Lesotho.

### Mars
- 2 mars : deuxième bataille de Dikwa et bataille de Konduga au Nigeria.
- 7 mars :
  - Une fusillade dans un bar de Bamako (Mali) fait cinq morts[5].
  - Les attentats de Maiduguri (Nigeria) font au moins 58 morts.
- 9 mars : bataille de Damasak au Nigeria.
- 10 - 14 mars : bataille de Bama au Nigeria contre Boko Haram.
- 17 mars : Pakalitha Mosisili entre en fonction comme nouveau premier ministre du Lesotho et succède à Tom Thabane.
- 21 mars : le premier ministre sortant de Namibie Hage Geingob, élu en novembre 2014 à la présidence de la République entre en fonction, succédant à Hifikepunye Pohamba. Saara Kuugongelwa-Amadhila lui succède au poste de premier ministre.
- 24 - 27 mars : bataille de Gwoza au Nigeria contre Boko Haram.
- 27 mars : attentat de l'hôtel Makka al-Mukarama à Mogadiscio (Somalie).
- 27 au 29 mars : la population de Sierra Leone est confinée à domicile afin de lutter contre l'épidémie d'Ebola[6].
- 28 mars : élection présidentielle au Nigeria, Muhammadu Buhari est élu.
- 30 mars : combat de Bosso, incursion de Boko Haram au Niger.
- 31 mars : bataille de Malam Fatori au Nigeria.

### Avril
- 2 avril : l'attaque de l'université de Garissa au Kenya fait au moins 147 morts.
- 11 et 12 avril : élections locales au Nigeria[7].
- 13 au 15 avril : élection présidentielle au Soudan, Omar el-Béchir est réélu.
- 22 avril : début de la bataille de la forêt de Sambisa au Nigeria.
- 25 avril :
  - deuxième bataille de Karamga sur le lac Tchad ;
  - élection présidentielle au Togo, Faure Gnassingbé est réélu.
- 26 avril : élections législatives au Bénin.
- 29 avril : combat de Léré au Mali.

### Mai
- 5 mai : attaque des rebelles touaregs à Ténenkou au Mali.
- 11 mai : combat de Tin Telout (embuscade tendue par les rebelles) au Mali.
- 13 mai : après plusieurs jours de manifestations au Burundi, tentative de coup d'État contre le président Pierre Nkurunziza[8].
- 24 mai : élections législatives en Éthiopie.
- 26 mai : les députés malgaches votent la destitution du président Hery Rajaonarimampianina pour incompétence ; celle-ci est rejetée le 13 juin par la Haute Cour constitutionnelle[9].
- 29 mai : Muhammadu Buhari est investi nouveau président du Nigeria, il succède à Goodluck Jonathan.

### Juin
- 4 juin : Ameenah Gurib-Fakim est élue présidente de la république de Maurice, elle entre en fonction le 5.
- 5 juin : Komi Sélom Klassou est nommé premier ministre du Togo pour succéder à  	Arthème Ahoomey-Zunu.
- 10 au 20 juin : bataille de Derna en Libye.
- 18 juin :
  - Lionel Zinsou est nommé premier ministre du Bénin.
  - Le massacre de Lamana et Ngoumao par Boko Haram au Niger fait 38 morts.
- 20 juin : signature de l'accord d'Alger entre le Mali et la Coordination des mouvements de l'Azawad.
- 26 juin :
  - Attentat de Sousse en Tunisie ;
  - Al-Shabbaab attaque la base de Lego en Somalie.
- 29 juin : élections législatives au Burundi.

### Juillet
- 1er juillet : massacre de Kukawa par Boko Haram au Nigeria.
- 8 juillet : des affrontements intercommunautaires à Ghardaïa, en Algérie, font au moins 22 morts et plusieurs blessés.
- 15 juillet : début de l'offensive du Lac Tchad contre Boko Haram.
- 16 juillet : attentat de Gombe au Nigeria.
- 20 juillet : ouverture à Dakar du procès de l'ancien président tchadien Hissène Habré,  devant les Chambres africaines extraordinaires (CAE), juridiction spéciale créée par le Sénégal et l'Union africaine[10].
- 21 juillet : élection présidentielle au Burundi, Pierre Nkurunziza est réélu.

### Août
- 3 août : combat de Gourma-Rharous au Mali.
- 6 août : ouverture du second canal de Suez en Égypte.
- 7 et 8 août : à Sévaré au Mali, une prise d’otages dans un hôtel fait 13 morts[11].
- 13 août : massacre de Kukuwa-Gari au Nigeria.
- 17 août : quatrième bataille d'Anéfis.

### Septembre
- 3 septembre : attentat de Kerawa au Cameroun.
- 4 septembre : élections régionales et communales au Maroc.
- 4 au 19 septembre : Jeux africains de 2015 à Brazzaville en république du Congo.
- 12 septembre : en Égypte, le gouvernement Ibrahim Mahlab démissionne[12].
- 16 septembre : au Burkina Faso, un coup d’État militaire destitue le président Michel Kafando et le gouvernement de transition.
- 20 septembre : l'attentat de Maiduguri au Nigeria fait plus de 100 morts.
- 20 septembre : inauguration de la première ligne du métro léger d'Addis-Abeba[13], en Éthiopie, le premier métro d'Afrique subsaharienne[14].
- 19 septembre : le gouvernement Chérif Ismaïl entre en fonction en Égypte.
- 23 septembre : les auteurs du coup d’État au Burkina Faso rendent le pouvoir au président Michel Kafando.

### Octobre
- 10 octobre : attentat de Baga Sola au Tchad.
- 11 octobre : élection présidentielle en Guinée, Alpha Condé est réélu.
- 17 octobre : début des élections législatives en Égypte.
- 25 octobre :
  - référendum en république du Congo ;
  - élection présidentielle en Côte d'Ivoire, Alassane Ouattara est réélu ;
  - élections générales en Tanzanie, John Magufuli remporte l'élection présidentielle.
- 31 octobre : le vol 9268 Metrojet s'écrase dans le Sinaï (Égypte), faisant 224 morts.

### Novembre
- 4 novembre : écrasement d'un Antonov An-12 au Soudan du Sud près de Djouba.
- 20 novembre : attentat du Radisson Blu de Bamako au Mali.
- 21 au 23 et 30 novembre : seconde phase des élections législatives en Égypte.
- 25 au 30 novembre : voyage du pape François au Kenya, en Ouganda et en Centrafrique.
- 29 novembre : élections législatives au Burkina Faso et  élection présidentielle, Roch Marc Christian Kaboré est élu.

### Décembre
- 1er décembre et 2 décembre : fin de la seconde phase des élections législatives en Égypte.
- 3 au 5 décembre : élection présidentielle aux Seychelles (premier tour).
- 12 - 14 décembre : massacre de Zaria au Nigeria.
- 13 décembre : référendum constitutionnel en République centrafricaine, le texte est approuvé à 93 %.
- 16 au 18 décembre : second tour de l'élection présidentielle aux Seychelles, James Michel est réélu.
- 17 et 18 décembre : référendum constitutionnel au Rwanda.
- 24 décembre : combat de Talahandak au Mali.
- 29 décembre : l'OMS annonce la fin de l'épidémie d'Ebola en Guinée.
- 30 décembre : élections législatives et élection présidentielle en République centrafricaine.